# Deuxième concile de Lyon
Pour les articles homonymes, voir Concile de Lyon.
 (avril 2009).
Si vous disposez d'ouvrages ou d'articles de référence ou si vous connaissez des sites web de qualité traitant du thème abordé ici, merci de compléter l'article en donnant les références utiles à sa vérifiabilité et en les liant à la section « Notes et références ».
Le deuxième concile de Lyon est le XIVe concile œcuménique catholique convoqué le 31 mars 1272, qui s'est tenu à Lyon en 1274 après le premier qui s'est tenu en 1245. Il a été présidé par le pape Grégoire X, réunissant environ 125 personnes dont 44 prélats et seigneurs d'Italie, 26 d'Allemagne et des Pays du nord, 21 de France, 19 de l'Orient (Syrie et Orient latin), 8 de l'Angleterre et 6 de l'Espagne. La première session s'est ouverte le 7 mai 1274, avec cinq sessions additionnelles les 18 mai, 7 juin, 6 juillet, 16 juillet et 17 juillet. Jacques Ier d'Aragon, l'ambassadeur de l'empereur Michel Paléologue et des membres du clergé grec et les ambassadeurs d'Abaqa Khan de l'empire Ilkhanide étaient présents. Il fut tenu dans le couvent des Jacobins (Ordre dominicain) sur l'actuelle place des Jacobins, dans le IIe arrondissement de Lyon.
Les principaux sujets étaient :
- la conquête de la Terre sainte ;
- l'union des Églises d'Orient et d'Occident ;
- l'élection pontificale.

Thomas d'Aquin avait été convoqué au concile, mais mourut en route à Fossanova. Saint Bonaventure était présent aux quatre premières sessions, mais mourut à Lyon le 15 juillet.

## Reconquête de la Terre sainte
Le concile délibéra des aspects financiers de la croisade. On décida que, pendant six années, la dîme de tous les bénéfices de la chrétienté devrait revenir à la croisade. Jacques Ier d'Aragon souhaitait organiser l'expédition immédiatement, mais les Templiers s'y opposèrent. Les ambassadeurs du Khan des Tatars étaient en pourparlers avec le pape, qui souhaitait qu'ils laissent les chrétiens en paix pendant la guerre contre l'Islam. C'est finalement un seigneur local, Guillaume de Roussillon, seigneur d'Annonay, qui fut désigné par le roi de France Philippe III le Hardi. Il prit la tête d'une troupe de cent cavaliers et quatre cents fantassins.

## L'union des Églises
Souhaitant en finir avec le schisme entre Rome et Constantinople, Grégoire X avait envoyé une ambassade à Michel Paléologue et avait demandé aux chefs latins en Orient de limiter leurs ambitions. L'ex-patriarche de Constantinople Germain III, le grand logothète Georges Akropolitès et d'autres dignitaires orientaux arrivèrent à Lyon le 24 juin, présentant une lettre de l'empereur. Le 29 juin, Grégoire X célébra la messe dans l'église Saint-Jean, où les deux partis prirent place. Les Grecs lurent le symbole de Nicée, avec l'addition occidentale controversée du Filioque, chanté trois fois. Le concile était apparemment un succès, mais n'a pas fourni une solution durable au schisme.

## Les autres sujets débattus
Le concile traita de la réforme de l'Église. Plusieurs évêques et abbés furent déposés pour indignité, et certains ordres mendiants furent supprimés. D'autre part, les deux nouveaux ordres, les dominicains et les franciscains, furent approuvés. L'Ordre du Carmel ainsi que les Ermites de Saint Augustin furent maintenus, mais vingt-deux ordres religieux nés après 1215 furent supprimés et leurs membres rattachés à l'un des quatre ordres monastiques mendiants officiellement maintenus.
Comme il y avait eu plusieurs longues vacances du Saint-Siège, le concile décida que les cardinaux ne devraient pas quitter le conclave tant qu'un pape ne serait pas élu. Cette décision fut suspendue en 1276 par le pape Adrien V, puis retirée par le pape Jean XXI. On l'a depuis rétablie, et cette obligation est à la base de la législation actuelle de l'élection papale.
Le concile réglementa l'office de l'avocat ecclésiastique.
Il interdit l'usage profane des églises (stockage des récoltes, réunions communes, danses et banquets).
Enfin le concile traita du trône impérial, que Jacques Ier d'Aragon réclamait. Ce dernier fut déchu par le pape, et Rodolphe Ier fut proclamé roi des Romains et futur empereur, le 6 juin.
Le concile priva de sépulture chrétienne ceux qui n'auraient pas réparé avant leur mort les torts causés par la perception d'un intérêt (le prêt à intérêt a fait l'objet d'un interdit moral très fort dans la chrétienté, de l'Empire romain jusqu'au XVIe siècle).

## Décrets du concile
- Texte latin des canons tels qu'ils furent promulgués le 1er novembre 1274 par Grégoire X, sur APOSCRIPTA Database - Lettres des papes  (CNRS/CIHAM UMR 5648), n. 8000.